# Барашівська сільська рада
Барашівська сільська рада  — орган місцевого самоврядування Барашівської сільської територіальної громади Звягельського району Житомирської області з розміщенням у с. Бараші.

## Склад ради

### VIII скликання
Рада складається з 22 депутатів та голови.
25 жовтня 2020 року, на чергових місцевих виборах, було обрано 22 депутати ради, з них (за суб'єктами висування): Всеукраїнське об'єднання «Батьківщина» — 8, самовисування — 5, «Слуга народу» та «Наш край» — по 4, «За майбутнє» — 1.
Головою громади обрали позапартійного самовисуванця Олександра Зінченка, Яблунецького селищного голову.

### Перший склад ради громади (2016р.)
Перші вибори депутатів ради громади та Барашівського сільського голови відбулись 18 грудня 2016 року. До ради було обрано 22 депутати, 19 з яких самовисуванці та 3 — представники Всеукраїнського об'єднання «Батьківщина».
Головою громади обрали самовисуванця Сергія Вікторовича Варварчука, тодішнього Барашівського сільського голову.

## Керівний склад сільської ради
| ПІБ                         | Основні відомості                                                 | Суб'єкт висування | Дата обрання | Дата звільнення |
| --------------------------- | ----------------------------------------------------------------- | ----------------- | ------------ | --------------- |
| Юзько Євдокія Іванівна      | Сільський голова, 1951 року народження, освіта вища, безпартійна  |                   | 26.03.2006   | 31.10.2010      |
| Юзько Євдокія Іванівна      | Сільський голова, 1951 року народження, освіта вища, безпартійна  |                   | 31.10.2010   | 25.10.2015      |
| Варварчук Сергій Вікторович | Сільський голова, 1965 року народження, освіта вища, безпартійний | Самовисування     | 18.12.2016   | 25.10.2020      |
| Зінченко Олександр Юрійович | Сільський голова, 1990 року народження, освіта вища, безпартійний | Самовисування     | 25.10.2020   |                 |

Примітка: таблиця складена за даними джерела

## Історія
Утворена 1923 року в складі села Бараші, слобід Бастова Рудня та Михайлівка, колонії Тумар Барашівської волості Коростенського повіту Волинської губернії. 12 січня 1924 року до складу ради було включено урочище Хатки Неділищенської сільської ради та передано до складу Євгенівської сільської ради Барашівського району кол. Тумар. 26 березня 1925 року слободи Бастова Рудня та Михайлівка було передано до складу новоствореної Бастово-Руднянської сільської ради Барашівського району.
Станом на 1 вересня 1946 року сільрада входила до складу Барашівського району Житомирської області, на обліку в раді перебувало с. Бараші.
Станом на 1 січня 1972 року сільська рада входила до складу Ємільчинського району Житомирської області, на обліку в раді перебувало с. Бараші.
25 лютого 1975 року до складу ради включно села Киянка та Крем'янка ліквідованої Киянської сільської ради, котра була відновлена 21 серпня 1989 року в колишньому складі.
До 23 грудня 2016 року — адміністративно-територіальна одиниця в Ємільчинському районі Житомирської області з підпорядкуванням с. Бараші.
Входила до складу Барашівського (7.03.1923 р.) та Ємільчинського (30.12.1962 р.) районів.

### Населення
Кількість населення ради, станом на 1923 рік, становила 4 017 осіб, кількість дворів — 706.
Кількість населення сільської ради, станом на 1924 рік, становила 4 099 осіб.
Відповідно до результатів перепису населення 1989 року, кількість населення ради, станом на 12 січня 1989 року, становила 2 451 особу.
Станом на 5 грудня 2001 року, відповідно до перепису населення України, кількість мешканців сільської ради становила 2 032 особи.